# 郑珣
鄭珣（Katherine Young，1901年5月10日—2005年10月24日），是現時已知在生的最年邁互聯網用者。她現居於美国加利福尼亞州的帕羅奧多市。

## 生平
她生於中國福建的一條客家小鄉村，曾就讀於北京的燕京大學。她嫁給Paul T.J. Young，育有四女，在中國度過了抗日戰爭的時代。戰後舉家移居香港和台灣，最後在1958年移民至加利福尼亞州。
她擔任利頓花園玫瑰會(Lytton Garden Rose Club)主席至1998年，想要歇一歇。為了找點別的事做，她作了個影響重大的決定，在她的退休之家報讀12星期的電腦課程。課程完了後，這位上了網的長者便決心向長者推廣使用互聯網。Pew Internet & American Life Project的一份調查顯示，只有18%的65歲以上美國人上網，低於58%的全體美国人口。
5年後在她的102歲生辰，她以是最老的上網人士成名。有不少電郵祝賀她，其中一封是她的曾孫的超聲波圖像。曾孫在2003年8月出生。

## 網上生活
她用Google研究中國家譜，也有研究玫瑰（畢竟當了16年的玫瑰會主席）。她以電郵與她10個孫和9個曾孫通信。她告訴記者她每天查看新訊息有6次之多。
她從家中通過互聯網供應商MSN TV（前為WebTV）上互聯網。

## 其他紀錄保持者
雖然鄭珣是已知在生的最老互聯網用者，但有一個人也值得一提。她是Audrey Stubbart（1895年——2000年），為Independence和Missouri Examiner當校對和專欄作家，一直到105歲離世前不久，她使用互聯網時的年齡更大。